# Eridantes
Eridantes es un género de arañas araneomorfas de la familia Linyphiidae. Se encuentra en Norteamérica.

## Lista de especies
Según The World Spider Catalog 12.0:
- Eridantes erigonoides (Emerton, 1882)
- Eridantes utibilis Crosby & Bishop, 1933